# Cinema de Taiwan

Imatge il·lustrativa d'una claqueta amb la bandera de Taiwan.

La història del cinema xinèses divideix en tres branques principals: el cinema de Hong Kong, el cinema de la Xina i el cinema de Taiwan. El cinema de Taiwan va evolucionar de manera diferent al cinema més comercial de Hong Kong i al de la Xina continental, aquest últim més influenciat per la censura. Des de la seva aparició el 1901, el cinema taiwanès ha estat estretament vinculat a les diverses etapes de la història convulsa de l'illa.

## Els inicis: la influència japonesa, 1901-1945

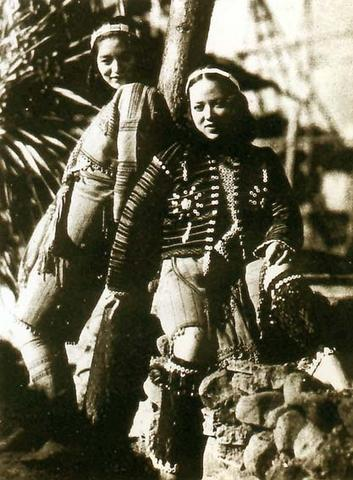
Sayon's Bell, pel·lícula japonesa rodada a Taiwan. Dirigida per Elizabeth Yong Zhong en 1940, amb Li Xianglan.

Al final de la primera guerra sino-japonesa, mitjançant el Tractat de Shimonoseki, la Xina va ser forçada a cedir la colònia de Taiwan als japonesos, iniciant així un període colonial que va durar 50 anys. Es va establir el japonès com a llengua oficial per al govern i l'educació, amb l'objectiu d'assimilar Taiwan a la cultura japonesa. Entre 1901 i 1945, durant l'ocupació, el cinema taiwanès va estar profundament influenciat per les tècniques cinematogràfiques japoneses. Durant els primers 20 anys de la seva existència, la producció cinematogràfica a Taiwan va estar controlada per japonesos, tant en la direcció com en l'actuació. La primera pel·lícula amb actors taiwanesos va ser The Eyes of Buddha (1922), i la primera a utilitzar finançament i personal local va ser la comèdia Whose Fault Is It? (1925). No obstant això, la producció cinematogràfica va seguir sota el control japonès, i es van adoptar diverses convencions en la producció i projecció, com l'ús d'un benshi (narrador) en les pel·lícules mudes.
Els taiwanesos van adoptar aquesta tècnica japonesa sota el nom de «benzi». El concepte de benshi és molt diferent al del narrador del cinema occidental, i aviat va fer famosos aquells que assumien aquest paper. Els espectadors solien tornar diverses vegades per veure la mateixa pel·lícula narrada per diferents benshi, per escoltar la interpretació personal de cadascun. Un romanç podia transformar-se en una comèdia o un drama, depenent de l'estil i les preferències de cada narrador. El primer mestre de benzi taiwanès va ser el músic i compositor de l'orquestra del teatre Fang Nai Ting de Taipei, Wang Yung-feng, que havia compost la música de la pel·lícula Xina Tao hua qi xue ji (Peach girl, 1921) en Shanghái. Altres benshi van ser Lu Su-Shang, l'autor de la història del cine i el teatre en Taiwan que és un dels millors manuals sobre aquest cinema.
Una altra de les convencions japoneses adoptades pels taiwanesos va ser el «rengasi-kowairo», un terme adaptat del japonès rensageki (drama encadenat), definit com a producció teatral en la qual s'incloïa un curtmetratge (rengasi), on els mateixos actors donaven veu als personatges (kowairo).

## Des de 1945 fins als anys 1980
Amb l'inici de la segona guerra sino-japonesa el 1937, la indústria cinematogràfica de Taiwan es va aturar fins als anys 50, quan el final de la guerra civil xinesa el 1949 va provocar l'arribada a Taiwan de molts exiliats partidaris del Kuomintang, així com directors i intel·lectuals poc inclinats al comunisme. Durant aquesta època, es van produir principalment pel·lícules en mandarí, parcialment finançades pel govern, que intentava unificar el país mitjançant l'ús d'una llengua comuna. Com a resultat, es van deixar de rodar pel·lícules en altres dialectes, com el taiwanès.
Els anys 60 van marcar l'inici de la ràpida modernització de Taiwan. El govern va centrar-se en l'economia i el desenvolupament industrial del país, així com en l'educació. El 1963, la Central Motion Picture Corporation (CMPC) va introduir un tipus de melodrama anomenat "Realisme Sa". Un gènere creat per reconciliar els valors morals tradicionals, considerats essencials, amb la nova estructura socioeconòmica. Durant aquest període, van guanyar gran popularitat les tradicionals pel·lícules de kung fu i els wuxia, així com els drames romàntics basats en les novel·les populars de l'escriptora Qiong Yao.

## La nova ona del cinema taiwanès (1982-1990)
Des de principis dels anys vuitanta, la popularitat del vídeo domèstic va convertir el cinema en una forma d'entreteniment més accessible i econòmica. No obstant això, la indústria cinematogràfica taiwanesa es va enfrontar a un competidor molt perillós en la producció de cinema de Hong Kong, que es va començar a distribuir al mercat taiwanès. Per poder competir amb aquest cinema, la Central Motion Picture Corporation va prendre la iniciativa de buscar nous talents que aportessin frescor i renovessin els clixés dels directors anteriors. Així en 1982, es va produir In Our Time (1982), una pel·lícula composta per quatre històries, dirigida cadascuna per un director, els amateurs: Edward Yang, Tao De-chen, Ke I-jheng i Jhang Yi. D'aquesta manera, el cinema taiwanès va començar a rejovenir, donant lloc al moviment conegut com la Nova Ona.
Aquests nous directors van créixer durant la reestructuració socioeconòmica que Taiwan va experimentar després de la Segona Guerra Mundial, i una de les temàtiques més recurrents en les seves pel·lícules és el conflicte de l'individu per adaptar-se a la societat moderna. Estilísticament, es pot observar la influència del Neorealisme italià en la naturalesa pseudodocumental de les seves escenografies i produccions, ja que sovint rodaven «in situ» i utilitzaven actors no professionals. Els directors de la Nova Ona es van basar en les seves pròpies experiències per construir les narratives, per la qual cosa moltes de les seves pel·lícules tenen elements autobiogràfics. Tot i que les diferències pràctiques entre els directors dificulten la identificació d'una temàtica comuna, es pot apreciar una dicotomia recurrent en aquesta generació: la nostàlgia pel passat rural i la incertesa i el desengany davant del nou present urbà.
A partir d'aquestes idees, es pot veure com les seves preocupacions socials es reflecteixen a través de concepcions formals: les pel·lícules de la Nova Ona capturen les escenes domèstiques mitjançant càmeres immòbils i distants del subjecte filmat, amb l'objectiu de transmetre una visió realista de la societat taiwanesa. Es dona un rebuig al llenguatge cinematogràfic característic dels grans estudis de Hollywood, conegut per ser esquematitzat i comercial, per adoptar una cinematografia amb seqüències lentes i subtils, on els mateixos personatges modifiquen la composició de les escenes. El grup de directors del qual parlem busca definir una identitat cultural per a un Taiwan en canvi, allunyant-se de les aspiracions comercials d'Occident. El mateix Edward Yang ha expressat la seva resistència a distribuir àmpliament pel·lícules com Yi Yi (2000), fet que fa difícil visualitzar molts dels seus films actualment.
Un dels principals impulsors d'aquesta nova ona és Hou Hsiao-Hsien, reconegut com l'autor més representatiu, amb pel·lícules de profund contingut autobiogràfic com The Boys From Fengkuei (1983), A Time to Live and A Time to Die (1985), A Summer at Grandpa's (1984), Dust in the Wind (1986) i City of Sadness, per la qual va guanyar el Lleó d'Or al Festival de Cinema de Venècia

## Des de 1990: La segona nova ona
La Nova Ona va anar cedint gradualment el pas a allò que podríem anomenar informalment la Segona Nova Ona, caracteritzada per produccions menys serioses i més orientades a l'entreteniment del gran públic, tot i que continuaven reflectint les perspectives taiwaneses. Un exemple d'això és Vive l'Amour de Tsai Ming-liang, que explora la solitud i l'amor de diversos joves que viuen en apartaments de luxe a Taipei, o The Peach Blossom Land (Stan Lai, 1992), una tragicomèdia sobre dos grups d'actors que assagen dues obres diferents del mateix escenari.
A l'estranger, Ang Lee és probablement el director taiwanès més reconegut. Les seves primeres pel·lícules, com Mans que empenyen (1991), El banquet de noces (1993) o Menjar, beure, estimar (1994), aborden els conflictes generacionals que moltes famílies a Taiwan han de afrontar. A més de treballar internacionalment, Lee va revitalitzar el gènere wuxia amb Wò hǔ cáng lóng (2000), una pel·lícula que va atraure molts espectadors occidentals cap al cinema asiàtic.